# Hugo Trivelli Oyarzún
Hugo Trivelli Oyarzún es un ingeniero, economista, empresario, académico e investigador chileno, expresidente de la estatal Empresa de los Ferrocarriles del Estado (EFE).
Funcionario por largos años del Banco del Estado de Chile, ejerció también labores en el sector privado, en particular como ejecutivo del Banco del Desarrollo.

## Primeros años
Hijo de Hugo Trivelli Franzolini, ministro de Agricultura del presidente Eduardo Frei Montalva, y de Mercedes Oyarzún Ivanovic, es hermano del intendente de la Región Metropolitana de Santiago entre 2001 y 2005, Marcelo Trivelli.
Se tituló como ingeniero civil industrial en la Universidad de Chile y luego consiguió un magíster en economía en la Universidad de Harvard, en los Estados Unidos.
Está casado con Rosita Vega Juliet, con quien tuvo cuatro hijas, Claudia, Paula, Camila y Pilar.

## Alto ejecutivo
Entre 1990 y 1994 fue asesor de la presidencia y director de la división desarrollo y estudios, gerente general de finanzas, gerente general de créditos y presidente del comité de informática del Banco del Estado. Hasta 1995 fue presidente del directorio de Banestado Leasing.
Entre enero de 1997 y diciembre de 1998 se desempeñó como presidente del directorio de EFE por encargo del presidente Eduardo Frei Ruiz-Tagle. Luego pasó al Banco del Desarrollo como gerente general y socio, posicionando a la entidad entre los líderes del sector de las micro, pequeñas y medianas empresas. Tras la venta de este, a fines de 2007, se concentró en otros emprendimientos ligados al rubro financiero.
Ejerció como profesor-investigador del Departamento de Economía de la Universidad de Chile y fue asesor de la Dirección de Presupuestos del Ministerio de Hacienda.